# Sint-Annakapel (Sint Odiliënberg)

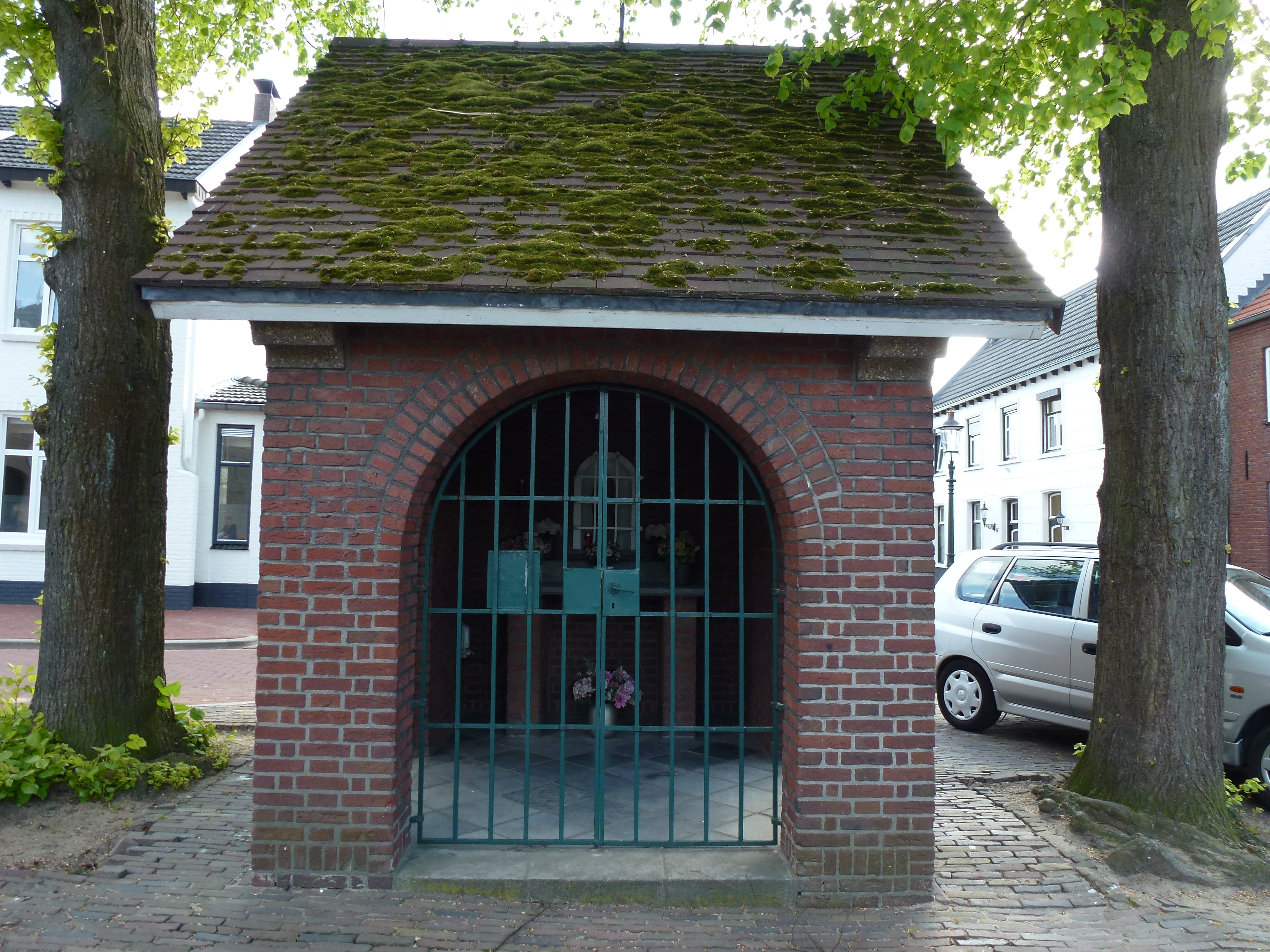
De Sint-Annakapel

De Sint-Annakapel of Mariakapel is een kapel in Sint Odiliënberg in de Nederlandse gemeente Roerdalen. De kapel staat onder twee lindebomen aan de kruising van de Pastoor Siebenstraat met de Hoofdstraat en de Raadhuisstraat in het noorden van het dorp.
De kapel staat ook bekend als Mariakapel, maar is gewijd aan de heilige Anna, specifiek aan Anna te Drieën.

## Geschiedenis
Vermoedelijk aan het eind van de 19e eeuw werd hier midden op het plein de eerste kapel gebouwd en dit bouwwerk was wit gepleisterd.
In 1915 werd de tramlijn Roermond - Vlodrop aangelegd en moest de kapel ervoor worden afgebroken. Kort na de afbraak werd aan de rand van het plein een nieuwe kapel gebouwd. Deze werd in de Tweede Wereldoorlog verwoest.
In 1949 werd de kapel gebouwd naar het ontwerp van architect Alphons Boosten. In 1950 werd de kapel ingewijd.

## Gebouw
De rode bakstenen kapel is opgetrokken op een vierkant grondplan en wordt gedekt door een uitkragend zadeldak met platte dakpannen dat dwars op de kapel geplaatst is en rust op betonnen consoles. Midden op de nok van het dak staat een metalen kruis. In de zijgevels en in de frontgevel bevindt zich een grote rondboogvormige toegang die elk wordt afgesloten met een metalen hek. In de rechter zijgevel bevindt zich een gevelsteen met de tekst S.S.A.M.J. juni 1950, verwijzend naar de inwijding van de kapel en de heiligen Anna, Maria en Jezus.
Van binnen is de kapel uitgevoerd in baksteen. Tegen de achterwand is een bakstenen altaar gemetseld dat bestaat uit twee bakstenen kolommen met hierop een altaarblad. Op het altaar is een natuurstenen opzet geplaatst met hierop twee smeedijzeren kandelaars. Boven de opzet is in de achterwand een rondboogvormige nis uitgespaard die van binnen wit geschilderd is en afgesloten wordt door een wit hekje. In de nis staat het keramische heiligenbeeld van Anna te Drieën dat moeder Anna toont met haar dochter Maria die op haar schoot het kindje Jezus draagt.